# Olenosus serrimanus
Olenosus serrimanus là một loài bọ cánh cứng trong họ Cerambycidae.